# Osvaldo Castro
Osvaldo Castro Pelayos (Copiapó, 1947. április 14. –) chilei válogatott labdarúgó. 

## Pályafutása

### Klubcsapatban
Pályafutását 1965-ben az Unión La Calera csapatában kezdte, ahonnan 1969-ben az Deportes Concepciónhoz szerződött. 1970-ben 36 találattal elnyerte a chilei bajnokság gólkirályi címét.
1972-ben Mexikóba költözött és pályafutása hátralévő részében már csak mexikói klubcsapatokban szerepelt. 1972 és 1975 között a Club América játékosa volt. 1974-ben csapatával elnyerte a mexikói kupa serlegét, illetve 26 góllal a mexikói bajnokság legeredményesebb játékosa volt. 1975 és 1979 a Club Jalisco, 1979 és 1981 között a Deportivo Neza együttesében játszott. 1981 és 1982 között az Atlético Potosino, végül 1983 és 1984 között a Pumas UNAM csapatát erősítette.

### A válogatottban
1966 és 1977 között 28 alkalommal szerepelt az chilei válogatottban és 7 gólt szerzett. Részt vett az 1974-es világbajnokságon és tagja volt az 1967-es Dél-amerikai bajnokságon részt vevő válogatott keretének is, ahol bronzérmet szerzett a nemzeti csapattal.

## Sikerei, díjai
Club América
- Mexikói kupa (1): 1973–74

Chile
- Dél-amerikai bajnokság bronzérmes (1): 1967

Egyéni
- A chilei bajnokság gólkirálya (1): 1970 (36 gól)
- A mexikói bajnokság gólkirálya (1): 1973–74 (26 gól)

## Külső hivatkozások
- Osvaldo Castro adatlapja a National-Football-Teams.com oldalon (angolul)

- Osvaldo Castro (spanyol nyelven). solofutbol.cl
- Osvaldo Castro (német nyelven). kicker.de
- Osvaldo Castro adatlapja a worldfootball.net oldalon (angolul)